# J.J. & Jeff
J.J. & Jeff (известна в Японии как Kato-chan & Ken-chan) (カトちゃんケンちゃん) — игра в жанре платформера для TurboGrafx-16. Японская версия была основана по мотивам тогда популярного комедийного телевизионного шоу Fun TV with Kato-chan and Ken-chan, которое вдохновило Vin Di Bona Productions на создание популярного шоу America's Funniest Home Videos.
Игра лучше всего запомнилась за счёт своих оригинальных персонажей и врагов, а также туалетный юмор в японском релизе, в том числе про метеоризм и мочеиспускания. Игру часто критикуют за то, что она слишком зацензурена или «продезинфицирована» при переводе в Америку. У большинства обозревателей есть ощущение, что у японской версии был лучше юмор и геймплей.
28 мая 2007 года она была выпущена на Virtual Console в Северной Америке, и 15 июня — в Европе.